# Pływanie na Letnich Igrzyskach Olimpijskich Młodzieży 2010 – 200 metrów stylem dowolnym chłopców
Zawody chłopców na dystansie 200 metrów stylem dowolnym w pływaniu na Letnich Igrzyskach Olimpijskich Młodzieży 2010 odbyły się 16 sierpnia w Singapore Sports School w Singapurze.

## Wyniki - eliminacje

### Wyścig 1
| Rk | Tor | Zawodnik                  | Kraj               | Czas    | Uwagi |
| -- | --- | ------------------------- | ------------------ | ------- | ----- |
| 1  | 7   | Cristian Quintero         | Wenezuela          | 1:50.93 | Q     |
| 2  | 2   | Fedy Hannachi             | Tunezja            | 1:58.64 |       |
| 3  | 4   | Jorge Masson              | Ekwador            | 1:59.08 |       |
| 4  | 3   | Emanuel Jean Marie Froget | Mauritius          | 2:02.98 |       |
| 5  | 5   | Henk Lowe                 | Gujana             | 2:23.43 |       |
| 6  | 6   | Benjamin Gabbard          | Samoa Amerykańskie | DNS     |       |

### Wyścig 2
| Rk | Tor | Zawodnik                       | Kraj             | Czas    | Uwagi |
| -- | --- | ------------------------------ | ---------------- | ------- | ----- |
| 1  | 4   | Kevin Lim Kar Meng             | Malezja          | 1:55.96 |       |
| 2  | 7   | Allan Gabriel Gutierrez Castro | Honduras         | 1:56.84 |       |
| 3  | 5   | Arren Xin Hui Quek             | Singapur         | 1:57.62 |       |
| 4  | 1   | Kevin Salvador Avila Soto      | Gwatemala        | 1:57.73 |       |
| 5  | 1   | Anton Sveinn McKee             | Islandia         | 1:58.08 |       |
| 6  | 6   | Hazem Tashkandi                | Arabia Saudyjska | 1:58.56 |       |
| 7  | 3   | Quinton Delie                  | Namibia          | 1:59.83 |       |
| 8  | 8   | Oriol Cunat Rodriguez          | Andora           | 2:01.38 |       |

### Wyścig 3
| Rk | Tor | Zawodnik                   | Kraj          | Czas    | Uwagi |
| -- | --- | -------------------------- | ------------- | ------- | ----- |
| 1  | 3   | Matt Stanley               | Nowa Zelandia | 1:51.21 | Q     |
| 2  | 1   | Bertug Coskun              | Turcja        | 1:53.08 |       |
| 3  | 5   | Gustavo Manuel Silva Santa | Portugalia    | 1:55.69 |       |
| 4  | 4   | Sebastian Arispe           | Peru          | 1:55.95 |       |
| 5  | 7   | Jarosław Pronin            | Białoruś      | 1:56.30 |       |
| 6  | 6   | Aleks Kostomaj             | Słowenia      | 1:57.42 |       |
| 7  | 2   | Pavol Jelenak              | Słowacja      | 1:57.82 |       |
| 8  | 8   | Amr Mohamed                | Egipt         | 1:59.48 |       |

### Wyścig 4
| Rk | Tor | Zawodnik               | Kraj       | Czas    | Uwagi |
| -- | --- | ---------------------- | ---------- | ------- | ----- |
| 1  | 3   | Andriej Uszakow        | Rosja      | 1:50.34 | Q     |
| 2  | 2   | Chad Bobrosky          | Kanada     | 1:51.36 | Q     |
| 3  | 7   | Yong En Clement Lim    | Singapur   | 1:52.17 |       |
| 4  | 6   | Justin James           | Australia  | 1:52.51 |       |
| 5  | 5   | Victor Rodrigues       | Brazylia   | 1:52.99 |       |
| 6  | 1   | Gustav Aberg Lejdstrom | Szwecja    | 1:54.25 |       |
| 7  | 4   | Raphael Stacchiotti    | Luksemburg | 1:55.23 |       |
| 8  | 8   | Kevin Leithold         | Niemcy     | 1:55.46 |       |

## Wyniki - finał
| Rk | Tor | Zawodnik          | Kraj          | Czas    | Uwagi |
| -- | --- | ----------------- | ------------- | ------- | ----- |
|    | 4   | Andriej Uszakow   | Rosja         | 1:49.81 |       |
|    | 5   | Cristian Quintero | Wenezuela     | 1:49.98 |       |
|    | 7   | Jeremy Bagshaw    | Kanada        | 1:50.67 |       |
| 4  | 6   | Chad Bobrosky     | Kanada        | 1:50.86 |       |
| 5  | 3   | Matt Stanley      | Nowa Zelandia | 1:51.59 |       |
| 6  | 2   | Dai Jun           | Chiny         | 1:51.66 |       |
| 7  | 8   | Dion Dreesens     | Holandia      | 1:51.76 |       |
| 8  | 1   | Jessie Lacuna     | Filipiny      | 1:51.95 |       |